# Manuel João Paulo Rocha
Manuel João Paulo Rocha (Estômbar, 24 de Junho de 1856 - Lagos, 15 de Outubro de 1918), foi um funcionário público e historiador português.

## Biografia
Nasceu em Estômbar, no concelho de Lagoa, em 24 de Julho de 1856.
Ocupou a posição de secretário da Câmara Municipal de Lagos durante vários anos. Também fez parte da antiga Academia de Ciências de Portugal, e publicou vários livros, tendo a sua obra mais importante sido a Monographia - As Forças Militares de Lagos nas Guerras da Restauração e Peninsular e nas Pugnas pela Liberdade.
Faleceu na cidade de Lagos, em 15 de Outubro de 1918.

## Obras publicadas
- Lagos e o Regimento de Infantaria 15 (1909)
- Monographia – As Forças Militares de Lagos nas Guerras da Restauração e Peninsular e nas Pugnas pela Liberdade (1910)
- História Local - Concelho de Lagos - Freguesia da Nossa Senhora da Luz

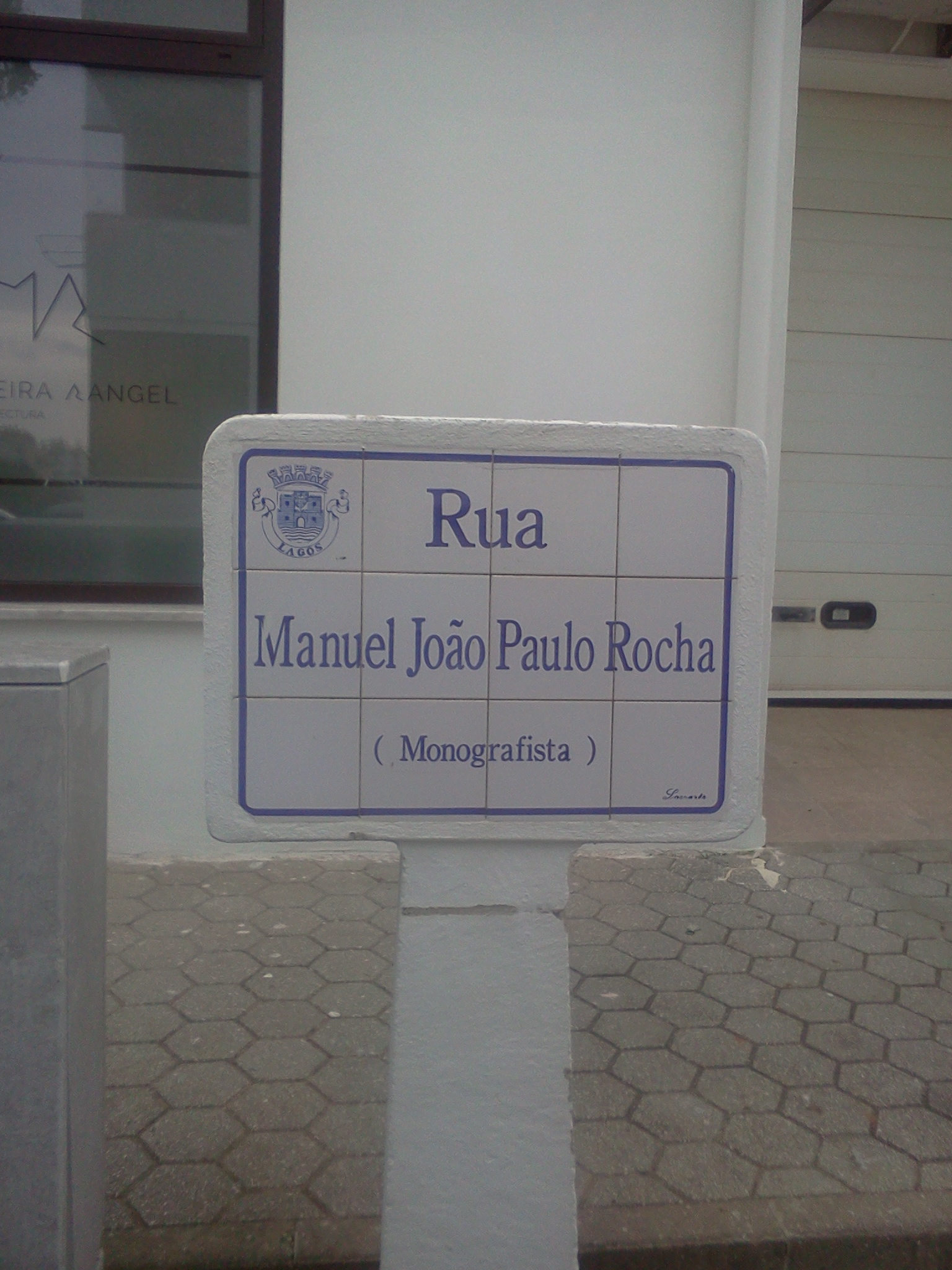
Placa toponímica da Rua Manuel João Paulo Rocha, em Lagos.

## Homenagens
Em 19 de Setembro de 1993, a Câmara Municipal de Lagos colocou o nome de Manuel João Paulo Rocha numa rua da antiga Freguesia de São Sebastião.